# Sumer is icumen in
Sumer Is Icumen In è il più antico controcanto conosciuto, risalente al Medioevo (XIII secolo), composto in Inghilterra da autore sconosciuto, anche se qualche musicologo lo attribuisce a John of Fornsete.
Si tratta di un brano musicale a sei voci in forma di canone circolare o perpetuo (detto anche rota), il che significa che la riproposta della melodia può ripetersi all'infinito senza chiusa.
L'originalità del brano sta nel fatto che le quattro voci alte sviluppano una medesima melodia, sovrapponendosi alle due voci di basso che, ripetendo sempre la stessa frase, ne cantano un'altra, generando un "Pes" (Pedale) anch'esso in forma di canone perpetuo. Le due parti assumono così nell'insieme un'apparente indipendenza, non essendo inoltre né all'unisono né all'ottava.
È considerato il più ingegnoso brano medioevale.
Il testo originale, proveniente dall'Abbazia di Reading, è conservato al British Museum di Londra.

## Testo
| Testo originale | in inglese moderno | in italiano |
| --- | --- | --- |
| 1. Sumer is icumen in, Lhude sing, cuccu! Groweþ sed and bloweþ med And springþ þe wde nu. Sing, cuccu!                                                  | 1. Summer has come Loudly sing, cuckoo! Grows the seed and blossoms the meadow And the woods is back again Sing, cuckoo!                                                                  | 1. È arrivata l'estate Canta forte, cuculo! germoglia il seme e fiorisce il prato, il bosco si risveglia: canta, cuculo!                                                             |
| 2. Awe bleteþ after lomb, Lhouþ after calue cu Bulluc sterteþ, bucke uerteþ. Murie sing, cuccu! Cuccu, cuccu, Wel singes þu, cuccu. Ne swik þu nauer nu! | 2. The ewe bleats after the lamb The cow lows after the calf The bullock leaps, the buck cavorts. Merrily sing, cuckoo! Cuckoo, cuckoo, Well sing you, cuckoo! Do not stop ever again now | 2. La pecora bela all’agnello, la mucca muggisce al vitello, scalpita il toro, saltella la capra, canta di gioia, cuculo! Cucù, cucù, Come canti bene, cuculo! Ora non smettere più. |
| Pes: Sing cuccu nu, sing cuccu! | Pes: Sing cuckoo now, sing cuckoo! | Pes Canta ora, cucù, canta, cucù! |

- Secondo un'altra interpretazione verteth deriverebbe dal verbo *feortan = fart ("emettere gas intestinale o aria"), opzione supportata dal fatto che non sarebbe un canto a contenuto serio o religioso: d'altra parte l'ambiguità del verbo potrebbe anche lasciare intendere che l'animale semplicemente emette un verso.

## Musica

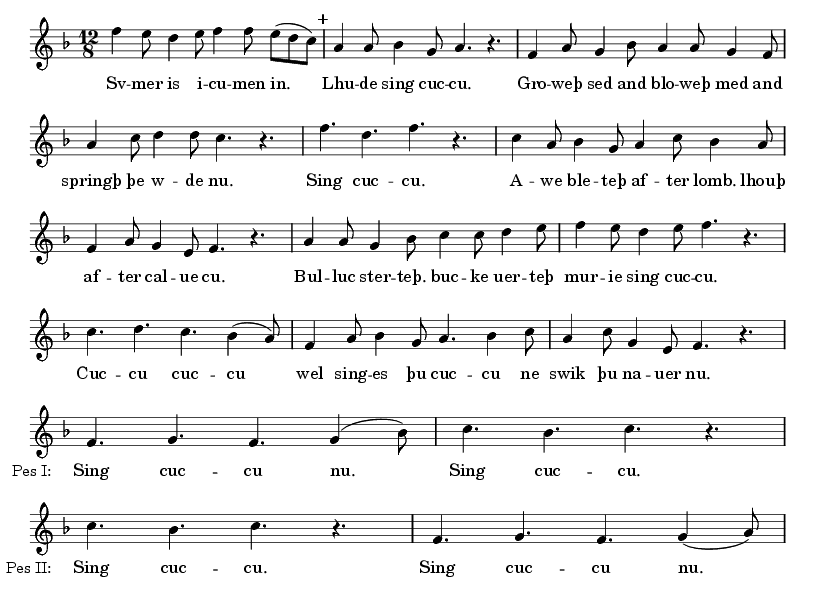
Il canto in notazione moderna